# Septemgruppen
Septemgruppen var en finländsk konstnärsgrupp som bildades 1908 och ställde ut från 1912 till 1928. Initiativtagarna till gruppens bildande var Magnus Enckell och Alfred William Finch, och bland medlemmarna fanns Yrjö Ollila, Mikko Oinonen, Juho Rissanen, Ellen Thesleff och Verner Thomé.
Septemgruppen bildades som en reaktion till det dåliga mottagande som en utställning av finländsk konst fått i Paris 1908. Gruppens medlemmar tog avstånd från tidens mörkstämda nationella måleri och ägnade sig åt en av impressionism inspirerad färgkonst, inte olik den som utövades av den brittiska konstnärsgruppen Camden Town Group. Inspirationen hämtades till stor del från en utställning av fransk-belgiska konstnärer, såsom Paul Signac, Henri Edmond Cross och Théo Van Rysselberghe, som arrangerats i Helsingfors år 1904. Till Septems mest representativa målningar i denna stil hör Enckells Varietéteater i Paris (1912) och Ollilas Vallflicka (1915). Några få av konstnärerna påverkades även av neoimpressionismen, exempelvis Thomé med sina Badande gossar (1910).
Septemgruppen utmärkte sig genom att lyfta fram unga konstnärer och fick banbrytande betydelse för den finländska konsten.